# أنطونيو ميوتشي
أنطونيو ميوتشي (بالإيطالية: Antonio Santi Giuseppe Meucci)‏ (13 أبريل 1808 – 18 أكتوبر 1889) مخترع إيطالي وكان صديقًا ومساعدًا لجوزيبي غاريبالدي. يعرف بأنه هو المخترع الحقيقي للهاتف.
فقد اعترف مجلس النواب الأمريكي رسميًّا في 11 يونيو 2002 بأن ميوتشي هو أول مخترع لفكرة الهاتف في قرار المجلس رقم 269 وذلك بعد مرور 113 عامًا على وفاته أي منذ عام 1889.

## نشأته
ولد أنطونيو ميوتشي في 13 أبريل 1808م  بسان فريديانو بالقرب من فلورنسا  وهو الابن الأول من بين 9 أبناء لأب يعمل كاتبًا في المرافق الحكومية وأيضًا عضوًا في الشرطة المحلية يدعى أماتيس ميوتشي (بالإيطالية: Amatis Meucci)‏ و أم تدعى دومينيكا بيبي (بالإيطالية: Domenica Pepi)‏. في مدينة سان فريديانو، سيستيللو  التي تقع في مقاطعة فلورنسا بمملكة دوقية توسكانا الكبرى - في الوقت الحاضر تسمى باسم إيطاليا-، وقد توفي أربعة من أصل تسعة من أشقائه في مرحلة الطفولة.
في نوفمبر من عام 1821 التحق أنطونيو بأكاديمية الفنون الجميلة في فلورنسا كأصغر طالب فيها، فقد كان عمره آنذاك 15 سنة وفيها درس الهندسة الكيميائية، والتصميم والهندسة الميكانيكية والفيزياء لمدة ست سنوات. وحدث أن أوقف ميوتشي دراسته النظامية بعد عامين بسبب نقص الأموال الكافية لدراسته، وقد استطاع بعد حصوله على عمل كحارس لبوابة أن يرجع لمقاعد الدراسة ولكن هذه المرة كانت دراسته بدوام جزئي. عمل في مسرح Teatro della Pergola كمصمم ديكور للمناظر الطبيعية وأيضاً كفني لخشبة المسرح حتى عام 1834\  بسبب حصوله على فرصة عمل أفضل كمصمم ديكور مسرح هافانا الكبير في هافانا كوبا  والذي فيه قابل زوجته المستقبلية إيستر ميوتشي التي كانت تعمل مصممة للملابس فيه، وبعد تعارفهما لفترة تزوجا في 7 أغسطس من عام 1834.

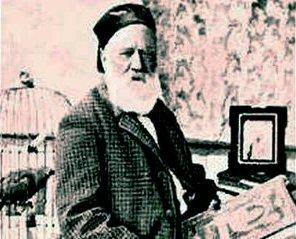
أنطونيو ميوتشي

## هافانا، كوبا
في عام 1835 هاجر أنطونيو مع زوجته إستر إلى كوبا للعيش فيها وسكنا في محافظة إسبانية بسبب حصوله على فرصة عمل مصمم للديكور في مسرح هافانا الكبير - في ذلك الوقت كان يُعد من أكبر المسارح الكبيرة و المهمة في القارتين الأمريكيتين-  فصمَّم نظامًا وأعاد بناء هذا المسرح الكبير.
في عام 1848 انتهى عقده كمصمم وبدأ البحث عن عمل آخر، وقد حصل أن طلب صديق له يعمل كطبيب ليعمل معه في طريقة العلاج التي استخدمها فرانز انطون ميسمر على المرضى الذين يعانون من إلتهاب المفاصل. بعد ذلك بسنة وبالتحديد في عام 1849 طوَّر أنطونيو طريقة شائعة في استخدام الصدمة الكهربائية لعلاج هذا المرض، حيث قام بتطوير جهاز يمكِّنه من سماع صوت المرضى العاجزون عن الحركة، وقد أطلق على هذا الجهاز اسم «التلغراف المتحدث» (بالإيطالية: telegrafo parlante)‏ (بالإنجليزية: talking telegraph)‏.

## الانتقال إلى جزيرة ستاتن، نيويورك
في 30 أبريل من عام 1850 سافر أنطونيو ميوتشي مع زوجته إلى الولايات المتحدة ولم يكن في جيبه سوى 26.000 بيزوس (حوالي 500.000 $ في عام 2010)، واستقر في جزيرة ستاتن بنيويورك.
في عام 1854 أصاب المرض زوجته إستر مما جعلها عاجزة عن الحركة بسبب إصابتها بالتهاب المفاصل الروماتويدي. وقد استمر أنطونيو في تطوير تجاربه.

## أول هاتف كهرومغناطيسي
درس ميوتشي المبادئ الأساسية لنقل الصوت الكهرومغناطيسية لسنوات عديدة وقد تمكن من تحقيق حلمه في عام 1856 عندما قام بنقل صوته عن طريق الذبذبات الصوتية بواسطة الأسلاك في منزله. فبسبب مرض زوجته إستر بالتهاب المفاصل الروماتويدي والذي جعلها عاجزة عن الحركة، قام ميوتشي بربط سلك من الذبذبات الصوتية بمنزله في جزيرة ستاتن، يمتد هذا السلك من غرفة نومه والتي كانت تقع في الطابق الثاني وصولًا لمختبره الصغير ليتحدث إلى زوجته المريضة طوال فترة غيابه عنها خلال اليوم. لقد ابتكر ميوتشي الهاتف الكهرومغناطيسي كوسيلة ربط بين غرفته في الطابق الثاني وصولًا إلى مختبره في الطابق الأرضي حتى يصبح قادرًا على التواصل مع زوجته المريضة.
في عام 1858 قام الرسام Nestore Corradi برسم مخطط نموذج لاختراع ميوتشي (في عام 2003 اُستُخدمت هذه الصورة كطابع بريدي في مكتب البريد الإيطالي وجمعية التلغراف).
طلب ميوتشي من صديقه Enrico Bandelari أن يبحث له عن إيطاليين رأسماليين مستعدين لتمويل مشروعه هذا ولكن الحملات العسكرية التي كان يقودها جوزيبي غاريبالدي جعلت الوضع السياسي في هذا البلد غير مستقر لأحد ليستثمر فيه أمواله. وبسبب ذلك الوضع اضطر أنطونيو أن ينشر فكرة اختراعه في صحيفة نيويورك الإيطالية L'Eco d'Italia، ومع ذلك فإنه لم يُعثر على نسخة ذلك العدد عند بدء قضيته في المحكمة.

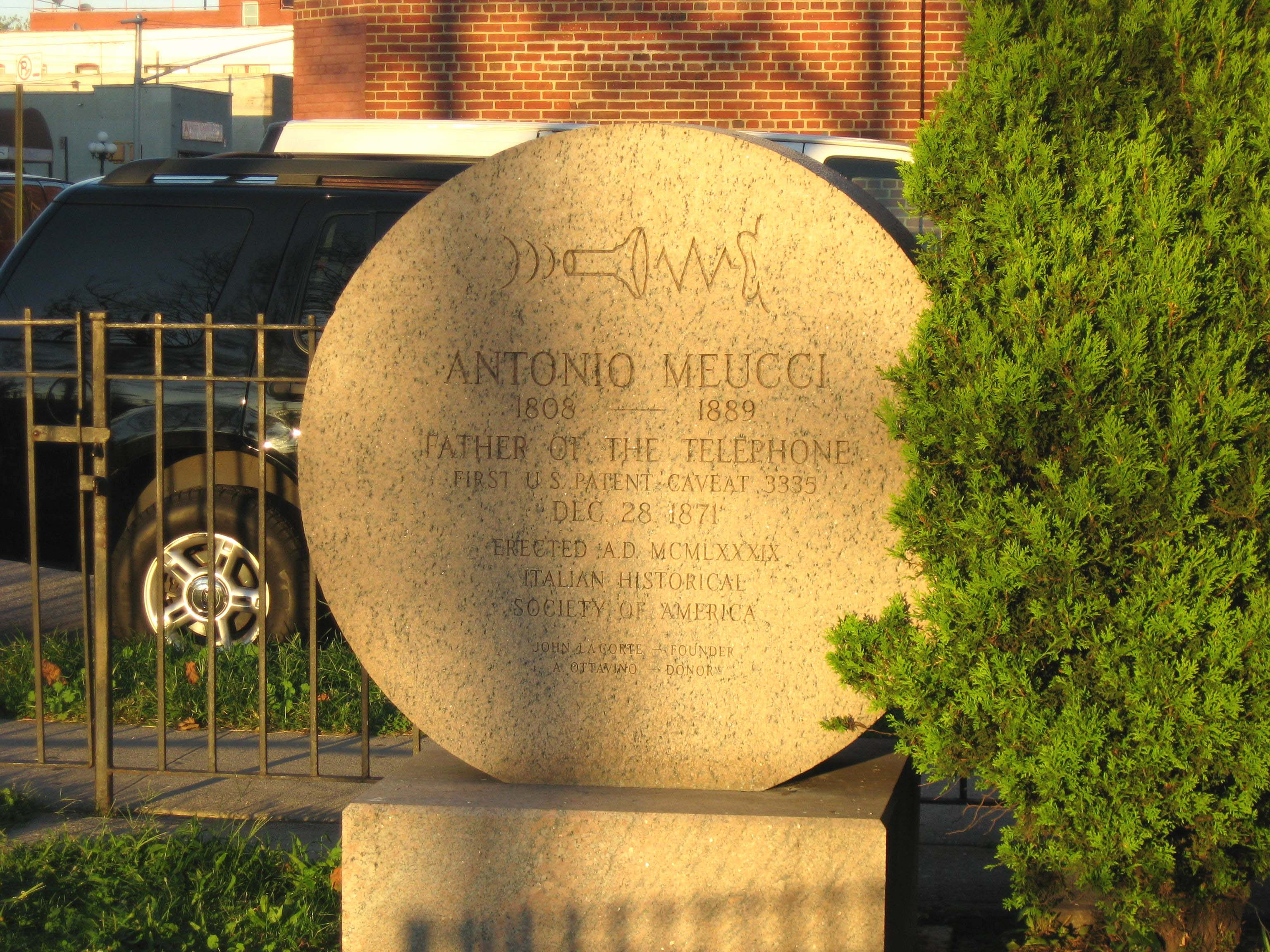
نصب تذكاري لمثلث ميوتشي في غريفسيند، بروكلين

## الإفلاس
أصبح أنطونيو في عداد الفقراء بسبب بعض المُدينين المحتالين وتسبب ذلك في بيع كوخه بالمزاد العلني، وقد استطاع ميوتشي العيش في كوخه حتى بعدما بيع في المزاد بسبب أن صاحب الكوخ الجديد قد سمح له بالبقاء فيه دون أن يدفع له قيمة إيجاره، بعد ذلك تضاءلت أموال ميوتشي الخاصة مما جعله يعيش قوت يومه باعتماده على الأموال العامة للبلد إضافًة إلى مساعدة أصدقائه.

## براءة الاختراع
في عام 1871 ذهب ميوتشي إلى المكتب الأمريكي لبراءة الاختراع والعلامة التجارية مقدمًا لهم اختراعه ليحصل على براءة الاختراع لهذا الجهاز، ولكنه نسي شيئًا مهمًا لم يكتبه في طلبه وهو أن الجهاز يتميز بوجود الانتقال الكهرومغناطيسي من الترددات الصوتية، وهو تحويل الذبذبات الصوتية إلى نبضات كهربائية يتيح فيها نقل الصوت عبر سلك من مسافة بعيدة. ولأنه لم يكن يمتلك الدولارات العشرة اللازمة لتسجيل هذا الطلب طبقا لما جاء في التاريخ الرسمي الإيطالي لم يتم إثبات براءة اختراعه .
في عام 1876 أتى ألكسندر غراهام بيل مقدمًا اختراع ميوتشي الذي قام باختراعه بناءً على فكرة اختراع وجدها في نموذج من نماذج اختراعات ميوتشي على أنه هو من صنعه (في حين أن المخترع الحقيقي هو أنطونيو ميوتشي) وذكر فيه الانتقال الكهرومغناطيسي من الترددات الصوتية بواسطة تيار الكهرباء الموجي، و قد تم تسجيل براءة اختراع الهاتف باسم ألكسندر غراهام بيل بدلاً من ميوتشي.

## وفاته
كانت زوجته إيستير قد أصابها المرض وتدهورت صحتها على نحو متزايد مما جعلها مقعدة وعاجزة عن الحركة لخمس سنوات قبل أن تموت في عام 1884.، وبعد خمس سنوات لاحقة وفي شهر مارس من عام 1889 أصاب المرض أنطونيو ميوتشي ومات بعد سبعة أشهر وبالتحديد في أكتوبر من نفس العام في مدينة كليفتون بجزيرة ستاتين نيويورك .

### الاختراعات
صور لنماذج الاختراعات الأمريكية على صيغة تيف
- U.S. Patent 22٬739 1859 – قالب الشمعة
- U.S. Patent 30٬180 1860 – قالب الشمعة
- U.S. Patent 36٬192 1862 – مصباح الموقد
- U.S. Patent 36٬419 1862 – تطوير علاج الكيروسين
- U.S. Patent 38٬714 1863 – تطوير إعداد السائل الهيدروكربوني
- U.S. Patent 44٬735 1864 – تطوير عملية إزالة المعادن، والمواد الصمغية والراتنجية من الخضار
- U.S. Patent 46٬607 1865 – تطوير طرق عمل الفتائل
- U.S. Patent 47٬068 1865 – تطوير عملية إزالة المعادن، والمواد الصمغية والراتنجية من الخضار
- U.S. Patent 53٬165 1866 – تطوير عملية صنع عجينة الورق من الخشب
- U.S. Patent 122٬478 1872 – تطوير طرق تصنيع المشروبات الفوارة من الفاكهة
- U.S. Patent 142٬071 1873 – تطوير الصلصات للطعام
- U.S. Patent 168٬273 1875 – طرق اختبار الحليب
- U.S. Patent 183٬062 1876 – مقياس الرطوبة
- U.S. Patent 279٬492 1883 – عجينة البلاستيك لكرات البلياردو والمزهريات